# Tolga Öztürk
Tolga Öztürk (* 24. Februar 2006 in Schladming, Österreich) ist ein türkischer Fußballspieler.

## Karriere
Öztürk beganns eine Karriere beim FC Schladming. Zur Saison 2020/21 wechselte er in das AFW Waidhofen. Zur Saison 2023/24 wechselte er in das neu geschaffene NWZ des SKU Amstetten. Im Mai 2024 spielte er erstmals für die Amateure von Amstetten in der sechstklassigen Gebietsliga.
Zur Saison 2024/25 rückte er in den Profikader der Niederösterreicher. Sein Profidebüt gab er anschließend im August 2024 im ÖFB-Cup gegen den SV Horn. Im selben Monat folgte sein Debüt in der 2. Liga, als er am fünften Spieltag jener Saison gegen Schwarz-Weiß Bregenz in der 82. Minute für Burak Yilmaz eingewechselt wurde.